# Horror vacui

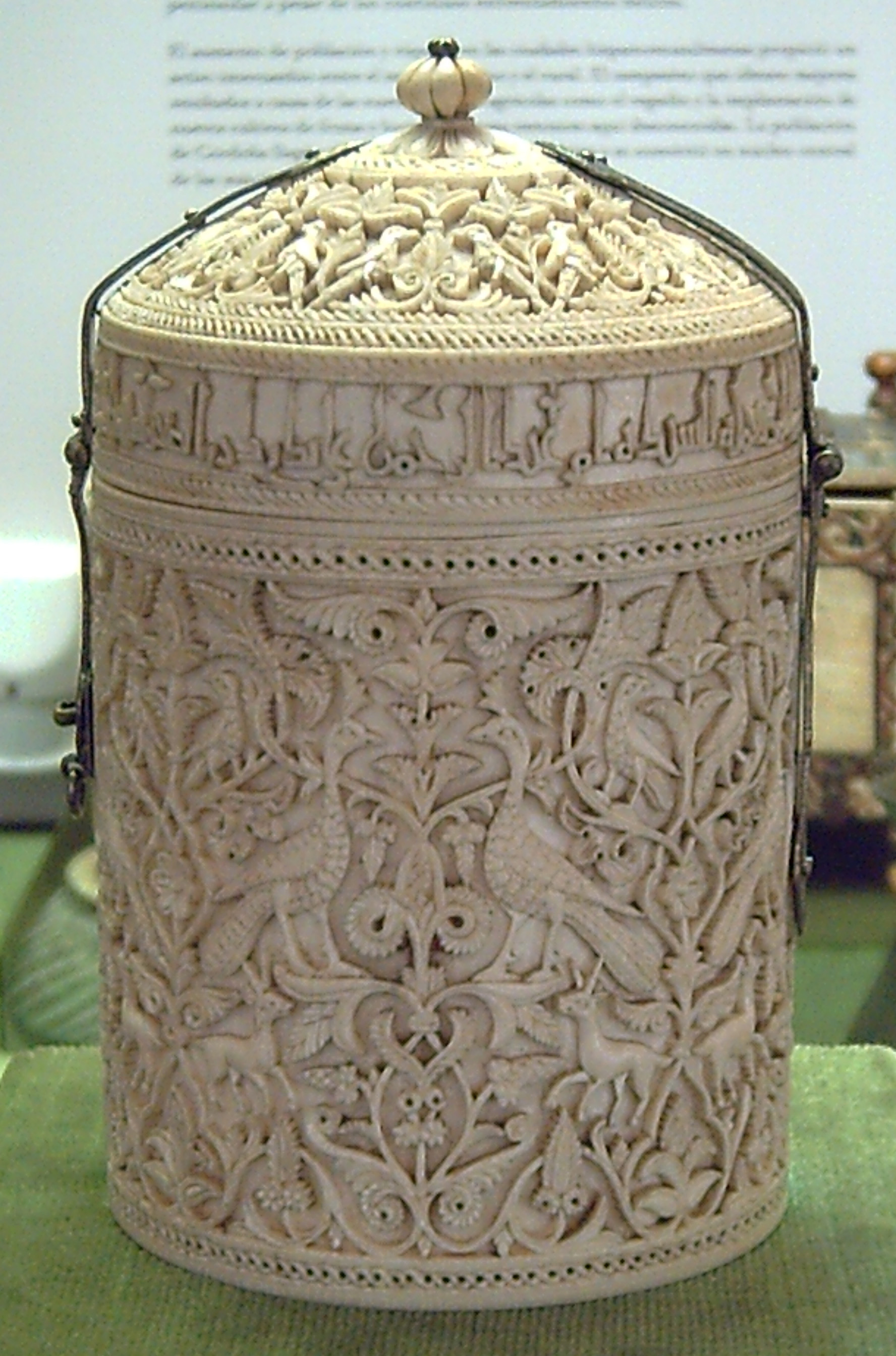
Bote de Zamora, obra de arte califal cordobés, ejemplo de horror vacui.

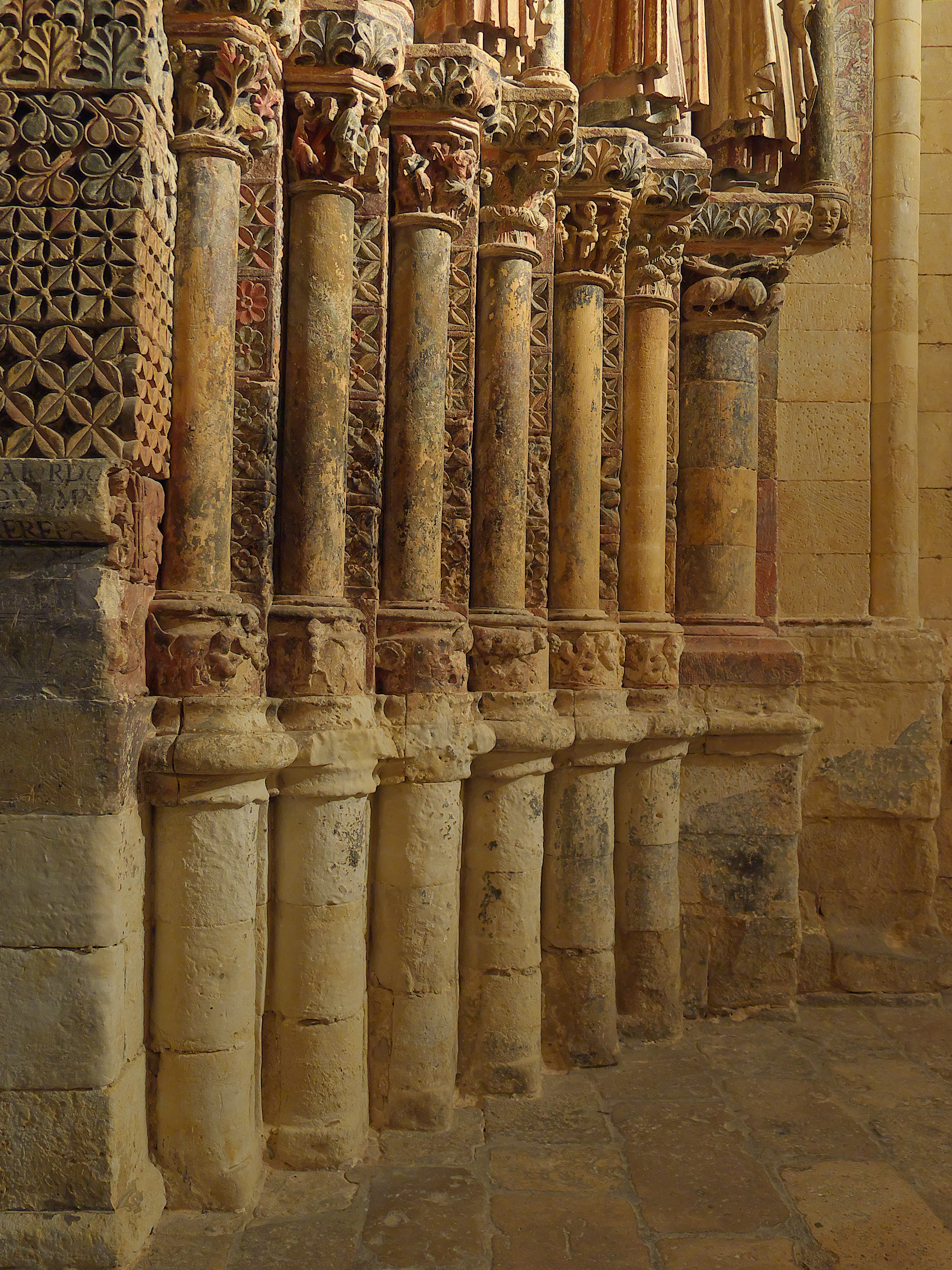
Pórtico de la Majestad, en la localidad de Toro (España).

La expresión latina horror vacui (literalmente ‘miedo al vacío’) se emplea en la historia del arte, especialmente en crítica de la pintura, para describir el relleno de todo espacio vacío en una obra de arte con algún tipo de diseño o imagen. Es una de las características generales del embaldosado matemático o de los densos campos de relleno en los diseños entrelazados celtas.
Algunos ejemplos de horror vacui pueden verse en objetos bárbaros tales como el barco vikingo de Sutton Hoo o la cruz de Ruthwell. También es característico de la estética del Barroco y especialmente del Rococó, así como en la decoración islámica y en el lujo ostentoso del arte bizantino.
El término se asocia especialmente al crítico e investigador italiano Mario Praz, quien lo usó para describir la atmósfera agobiante y desordenada del diseño de interiores en la época victoriana.

## En la ciencia

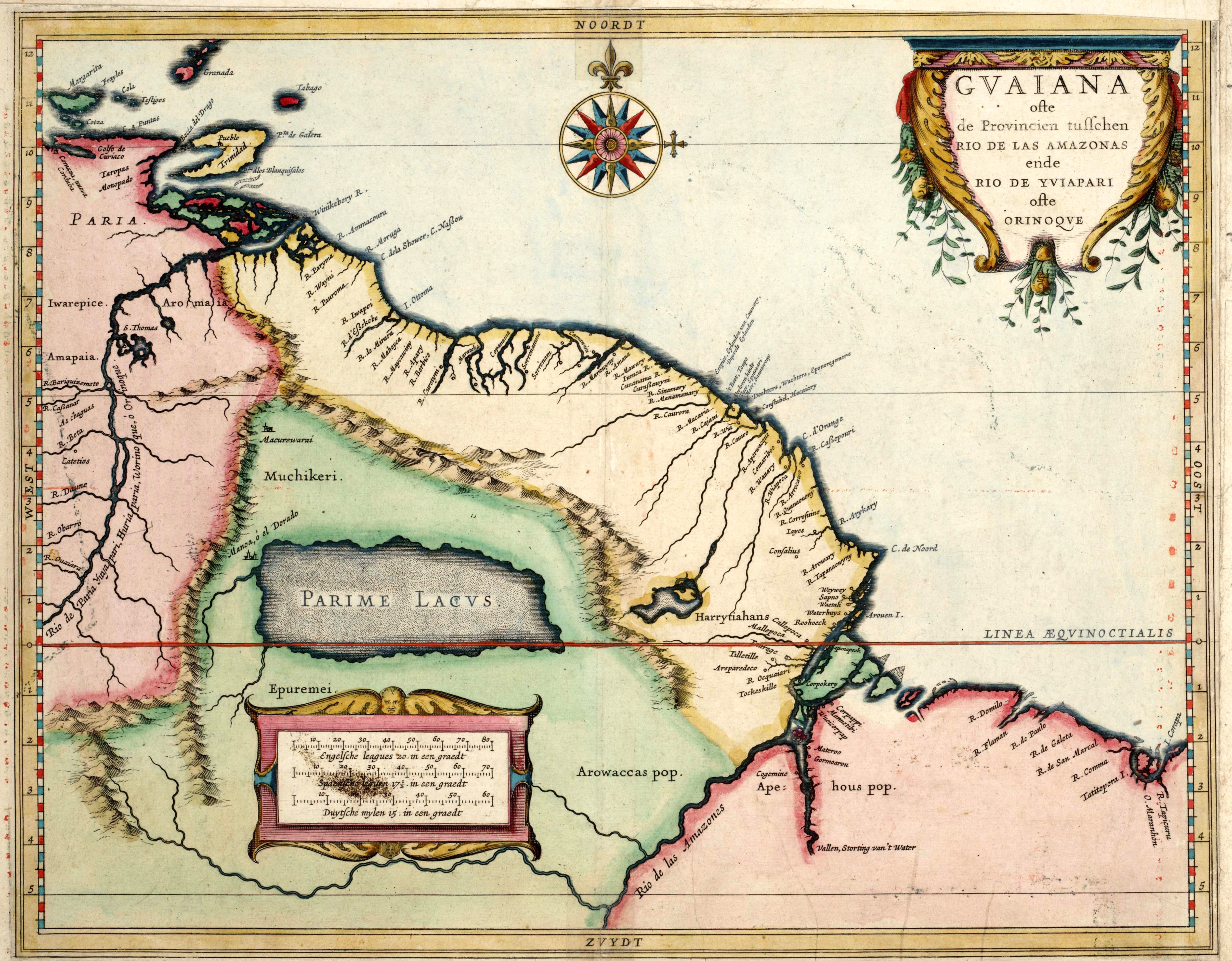
La provincia de Guayana y el río Amazonas con el Lago de Parima y la ciudad de El Dorado, en un mapa de 1625. Solo la costa está bien señalizada.

En física, el análisis de la opinión «La Naturaleza aborrece el vacío», sostenida por los aristotélicos, fue una de las discusiones clave de la revolución científica de siglo XVII, siendo Pascal su principal oponente. Su respuesta, «¿Y lo aborrece más en París que en Chamonix?», aludiendo al diferente espacio dejado por el mismo barómetro de mercurio al ensayarse en estas dos ciudades (debido a la distinta altitud entre las dos ciudades, lo cual significaba distinta presión atmosférica entre ellas), fue concluyente para determinar quiénes tenían la razón.

## En la comunicación
En comunicación, el barroquismo del eclecticismo y la posmodernidad, la hiperconectividad de la era internet, han cargado el espacio físico. Este fenómeno no solo en el arte, también en la comunicación informativa, dando lugar a la híper información, llegando hasta envenenar, a convertirse en tóxica: la llamada infoxicación, la sobrecarga informativa.

## En la literatura
Se puede relacionar a Luis de Góngora y el culteranismo con el horror vacui, dado que sus características son atribuibles a un «miedo» por no decorar los versos con palabras ornamentales y ostentosas aparte del excesivo uso de formas cultas del lenguaje. 
En 1966, el escritor, poeta y ensayista neerlandés Jacques Hamelink (n. 1939), escribió una obra con el título Horror vacui, traducida al francés y editada por Albin Michel en 1970.

## En la geografía y la cartografía
Los mapas antiguos y en muchos mapas turísticos actuales suelen representarse sitios interesantes que cubren todo el espacio cartográfico. Se trata de un verdadero horror vacui, que se manifiesta también en muchos textos, en los que se indican descripciones fantásticas de sitios desconocidos. Por ejemplo, en muchos libros, para sustituir el desconocimiento real de un territorio, se incluyeron pictóricamente las leyendas de la Laguna de Parima (en la cuenca del Orinoco) y de la leyenda de El Dorado.